# Szeli József
Szeli József (Hosszúfalu, 1710. december 2. – Zombor, 1782. október 3.) evangélikus lelkész és tanító. Szeli Károly orvosdoktor apja.

## Élete
Szeli György halmágyi pap fia. Tanult Udvarhelyt és Nagyszebenben, továbbá Győrött és 1731-ben Pozsonyban, ahol egyszersmind a Jeszenák Pál házánál magántanító volt. 1732-től evangélikus magyar tanító volt Brassóban, azután 1735-től 1757-ig ugyanott evangélikus magyar lelkész, 1757-ben Hosszúfaluba és 1763-ban Zomborba (Udvarhely megye) nevezték ki lelkésznek.
Hosszúfaluban írta 1763 körül Krónikáját, amelynek Hétfalura vonatkozó igen sok becses adatot köszönhetünk. Szeli József, amint irataiból is láthatni, igen tanult és felvilágosodott ember volt, kitűnő lelkész, viszont inkább húzódott a szászokhoz, akiknek körében töltötte élete nagy részét, mint magyar híveihez, vagy jobban mondva, inkább lutheránus volt, mint magyar, s a hittérítési szenvedélynek feláldozta a nemzetiséget. Hívei és általában a tizfalusiak számára ezen okból kifolyólag népszerűtlen volt.

## Munkái
- Boldog emlékezetű Doktor Luther Márton Kis Katekismussa és ennek rövid fontos Magyarázattya. Brassó, 1748
- Evangeliumi fejtegetések... Két kötet
- Franke Ágost Hermann prédikácziói magyar fordításban...
- Liliomok Völgye... (Prédikációk egy évre)
- Evangeliumi Szent Elmélkedések... Négy kötet. (Prédikációk)
- Penitentziának tartására serkentő Trombita szó... (Beszédek egy évre)
- Három hetekre való Imádságok...
- Helyfalusi György Száz levelű Rosájának két hetekre újonnan kidolgozott imádságai...
- Katekismusi Olvasások. (Albrich Mihály kozdi ev. pap német munkájának ford.)
- Pfeiffer Ágost Evangeliumi Nyugasztaló Órái... (Meg öt idegen nyelvű munkája van felsorolva Benkőnél; de könyvészeti leírásukat nem adja)
- Brassói Magyar Evangélikus Egyház Kis Tüköre[1]